# Мартиновська сільська рада (Асекеєвський район)
Марти́новська сільська рада (рос. Мартыновский сельский совет) — сільське поселення у складі Асекеєвського району Оренбурзької області Росії.
Адміністративний центр — село Мартиновка.

## Історія
2007 року було ліквідоване селище 1326 км.

## Населення
Населення — 434 особи (2019; 543 в 2010, 708 у 2002).

## Склад
До складу сільської ради входять:
| Населений пункт    | Населення, осіб (2002) | Населення, осіб (2010) |
| ------------------ | ---------------------- | ---------------------- |
| 1326 км, селище    | 4                      | -                      |
| Мартиновка, село   | 446                    | 346                    |
| Філіпповка, селище | 258                    | 197                    |